# 주걱벌레붙이목
주걱벌레붙이목(Tanaidacea)은 연갑강에 속하는 갑각류 목의 하나이다. 약 940여 종으로 이루어져 있다.

## 특징
겉모습은 작은 새우를 닮았고, 성체가 되었을 때 몸길이 분포가 0.5~120mm이고 대부분의 종은 2~5mm이다.

## 하위 분류
- † Anthracocaridomorpha
- 압세우데스아목 (Apseudomorpha)
  - 압세우데스상과 (Apseudoidea)
- 네오타나이스아목 (Neotanaidomorpha)
  - 네오타나이스상과 (Neotanaoidea)
- 타나이스아목 (Tanaidomorpha)
  - 파라타나이스상과 (Paratanaoidea)
  - 타나이스상과 (Tanaidoidea)